# Pontelongo
Pontelongo is een gemeente in de Italiaanse provincie Padua (regio Veneto) en telt 3853 inwoners (31-12-2004). De oppervlakte bedraagt 10,8 km², de bevolkingsdichtheid is 357 inwoners per km².

## Demografie
Pontelongo telt ongeveer 1480 huishoudens. Het aantal inwoners steeg in de periode 1991-2001 met 5,3% volgens cijfers uit de tienjaarlijkse volkstellingen van ISTAT.
| Jaar | Inwoneraantal |
| ---- | ------------- |
| 1991 | 3571          |
| 2001 | 3759          |

## Geografie
Pontelongo grenst aan de volgende gemeenten: Arzergrande, Bovolenta, Brugine, Candiana, Codevigo, Correzzola, Piove di Sacco.
Pontelongo ligt op de noordoever van het Canale Pontelongo, wat nu de hoofdstroom vormt van de Bacchiglione (rivier).

## Geboren
- Loris Capovilla (1915-2016), geestelijke en kardinaal